# ハインリヒ・フォン・プロイセン (1726-1802)
ハインリヒ・フォン・プロイセン（Heinrich von Preußen, 1726年1月18日 - 1802年8月3日）は、プロイセン王国の王族・軍人・外交官。全名はフリードリヒ・ハインリヒ・ルートヴィヒ（Friedrich Heinrich Ludwig）だが、もっぱらハインリヒとのみ呼ばれる。フリードリヒ・ヴィルヘルム1世の六男で、フリードリヒ2世の弟。

## 生涯
フリードリヒ・ヴィルヘルム1世とその妃であったイギリス王ジョージ1世の王女ゾフィー・ドロテア（1687年 - 1757年）の第13子として、1726年1月18日にベルリンで生まれた。1752年6月25日にシャルロッテンブルクでヘッセン＝カッセル方伯ヴィルヘルム8世の姪ヴィルヘルミーネ（1726年 - 1808年）と結婚した。しかしハインリヒは同性愛の傾向があったため夫婦関係は極めて疎遠であり、二人の間に子供は生まれなかった。王子は数多くの男性の愛人を持ったが、その中でもクリスティアン・ルートヴィヒ・フォン・カプヘンクストを最も寵愛した。
兄のフリードリヒ大王のもと、ハインリヒは14歳でフュージリア第35連隊（1806年まで存在）の責任者である大佐となり、オーストリア継承戦争に参加した。1753年にはマレシャル・ゲスラーという偽名の覚書で、兄の軍事戦略や外交政策を何度も批判している。
その後、ハインリヒは有能な外交官として活躍し、1770年から71年にかけてストックホルムとサンクト・ペテルブルクを訪れ、第一次ポーランド分割を準備した。その過程で、常に自分自身の支配権を得ようとした。彼は二度にわたってポーランドの王位を提示されたが、これはフリードリヒ2世の不興を買った。
第一次ポーランド分割の際、フリードリヒ大王はハインリヒをサンクト・ペテルブルクに派遣し、プロイセンの統合計画をロシアの女帝エカチェリーナ２世に気に入られるように仕向けた。この作戦は成功し、1772年2月17日、ロシアとプロイセンは領土分割の合意に達した。3月4日にはオーストリアが続いた。そして、1772年8月5日、サンクトペテルブルクで正式な分割条約が結ばれた。しかし、フリードリヒ大王は、ツァーリ・エカチェリーナ２世が計画したワラキア王国をハインリヒが支配するのを阻止した。
アメリカ独立戦争の最中、おそらくシュトイベン将軍、あるいはナサニエル・ゴーラム下院議員によって、ジョージ・ワシントンの戦友アレキサンダー・ハミルトンとの間で、アメリカ大統領あるいは国王としての話が持ち上がった。しかし、ハインリヒが返答する前に、この提案は撤回された。同年、ハインリヒは再びロシアに渡った。1784年にはヴェルサイユの宮廷に赴いた。
1786年にフリードリヒ2世が亡くなると、ハインリヒは甥である新たな国王フリードリヒ・ヴィルヘルム2世の顧問として、プロイセンの国政に影響力を持つことを望んだが、彼が期待したほどには実現しなかった。1788年10月から1789年3月まで、バスティーユ襲撃の数カ月前に2度目のパリ訪問を果たしている。彼は、貴族や聖職者の免税を廃止し、ネッケルと協議した財政改革や貴族総会の改革に期待したが、それはかなわなかった。
フランス革命戦争の間、彼は何度もジロンド派との和平を主張し、1796年からは総裁政府との同盟さえ主張していた。
1799年から亡くなるまで、年に数週間ベルリンの宮殿で、弟のアウグスト・フェルディナントら親族と一緒に、幼少時代や母、兄弟の思い出に浸る時間を過ごした。
ベルリン大学の本館はPalais des Prinzen Heinrichと呼ばれるが、これはハインリヒの離宮が転用されたためである。